# Le regole del fuoco
Le regole del fuoco è un romanzo di Elisabetta Rasy, pubblicato nel 2016. Il libro ha vinto il Premio Selezione Campiello nello stesso anno ed è stato tradotto in francese.

## Trama

### Struttura narrativa
Nell’Introduzione e nella Conclusione, che formano una sorta di cornice, l’autrice spiega perché volle scrivere la storia di un'amica della nonna paterna e da chi ebbe le informazioni. La storia centrale, esposta in due parti, è narrata in prima persona dal personaggio di Maria Rosa Radice, che si rivolge all'amica Eugenia Alferro, in un dialogo interiore paragonato a una lettera.

### La vicenda
Maria Rosa Radice ha vent'anni nel 1917 ed è profondamente insoddisfatta. Aristocratica di Napoli, alta, bionda e con gli occhi azzurri, è continuamente punzecchiata dalla madre, che vorrebbe vederla fare un brillante matrimonio. Si aggiungono a ciò anche la mancanza del padre, molto rimpianto da Maria Rosa, e l'ossequio fastidioso della sorella minore verso le idee della madre. Così, per non fare una vita salottiera e occuparsi invece di cose più concrete, Maria Rosa convince uno zio a mandarla al fronte come infermiera, dopo un corso accelerato e approssimativo.
Giunta sul Carso, la ragazza si trova a condividere la camera con una giovane, Eugenia Alferro, che sembra il suo opposto. Tanto Maria Rosa è una frana in tutto, quanto Eugenia è esperta e sa sempre quale sia la cosa giusta da fare. Eugenia non è saccente, però è molto silenziosa: quando vede Maria Rosa in sofferenza, riesce con pochi gesti e parole a trarla d'impaccio. Nessuno, men che mai la povera Maria Rosa, poteva essere preparato agli orrori degli ospedali da campo e alle incombenze che portano a un'inevitabile intimità con i feriti gravissimi, e a ciò si aggiungono cannoneggiamenti e incursioni aeree. E tutta la vita deve adeguarsi: spesso si salta la mensa per godere qualche istante tra il verde o si dorme senza mettere gli scuri alle finestre, per vedere un po' di cielo stellato.
La convivenza tra le due giovani non è facile all'inizio: Maria Rosa non riesce a capire la pacatezza di Eugenia, sempre in ordine, ligia al dovere al punto che in corsia non conosce più nessuno, ma poi in grado di esprimere tenerezze preziose. Eugenia vuole diventare medico e ha il consenso del padre nel fare un duro tirocinio come infermiera, poi andrà all'università e realizzerà il suo sogno. E Maria Rosa, con motivazioni al confronto quasi frivole, stenta a capire perché la compagna è a volte distante e fredda, a volte invece angelica. Nell'animo della bella napoletana si accende un sentimento che, dopo una sorta di litigio, si trasforma in amore, manifestato con pienezza e non respinto.
L'estate, con temperature elevate e sciami di mosche e zanzare intollerabili, si abbatte sull'ospedale, dove si lotta per dare qualche sollievo a feriti intrasportabili o moribondi. Le due amiche sono amate dai pazienti, Eugenia perché si occupa di scrivere a casa per loro, Maria Rosa perché cerca di tenerli liberi dagli insetti. La giornata passa tra mille pensieri di Maria Rosa, la quale teme di non trovare nella compagna la comprensione di cui ha bisogno e diventa gelosa di tutto e tutti. Ma una notte Eugenia abbandona le remore e consola l'amica che piange. Da quel momento diventeranno amanti, attendendo la notte per vivere la loro passione. Eppure Maria Rosa si lamenta che di giorno Eugenia è più fredda: così l'amica le spiega che a dettare le regole del servizio è il fuoco nemico, quello che ti può distruggere ogni cosa; l'amore deve attendere la pace.
L'estate è alla fine e le due si promettono che, dopo la guerra, troveranno un modo per vivere insieme e Maria Rosa, che nell'intimità è stata ribattezzata come “Alba Rosa”, si abbandona ai piani più fantasiosi, mentre la più pragmatica Eugenia si limita a ribadire il suo amore per sempre. Ma la sorte ha in serbo un distacco crudele per loro: il 26 ottobre, dopo la battaglia di Caporetto, arriva l'ordine di evacuare immediatamente l'ospedale. Nella baraonda dei giorni seguenti, su vari mezzi e tra mille disagi, medici e infermiere arrivano a Mestre, dove Eugenia viene trascinata al treno per Milano, mentre Maria Rosa deve prendere quello per il Sud. Non si rivedranno mai più; hanno perso anche le loro valigie e non hanno più gli indirizzi per scriversi.
Il ritorno per Maria Rosa è infelice, ma tiene viva la speranza che l'amica non la dimentichi. Passano i mesi, torna la primavera. Arriva una lettera di Eugenia, che, tornata al fronte, ha nuove destinazioni, nuove compagne, ma chiede alla sua “Alba Rosa” di volerle scrivere. Le lettere sono ricche di versi in napoletano, di canzoni, con cui Maria Rosa svela, celandolo, il suo ardente sentimento. Eugenia risponde con brevi cartoline e intanto si avvicina la speranza della fine del conflitto. Poi, d'improvviso, un lungo silenzio. Arriva la vittoria e arriva un plico con le lettere che Maria Rosa ha scritto a Eugenia: il padre della giovane comunica che, nell'adempimento del dovere, è stata colpita da influenza spagnola ed è morta. Maria Rosa piange per molti giorni, finché, dopo un affettuoso rimbrotto della madre, comprende quale strada deve prendere.

### Epilogo
Nel periodo passato al fronte, Maria Rosa ha conosciuto un medico di nome Nicola, appassionato di fotografia. Un giorno, lei ha tentato di fotografare Eugenia, ma poi tutto è andato perduto nel corso della ritirata. Nel 1919, ottenuto il permesso  di recarsi a Parigi, Maria Rosa sa che vi troverà Nicola e, portatasi una Kodak, regalo dei familiari, taglia corti i fluenti capelli biondi, indossa pantaloni e comincia il suo apprendistato di fotografa. Non tornerà in patria, se non per qualche breve periodo e le amiche la chiameranno Marie Rose. In collaborazione con Nicola, ma poi come artista indipendente, dedica la sua vita a cogliere immagini e testimonianze, nonostante le reazioni quasi scandalizzate della sua famiglia. Sempre firmerà i suoi lavori come Alba Rosa.

## Edizioni
- Elisabetta Rasy, Le regole del fuoco, Rizzoli, Milano 2016, ISBN 978-88-17-08687-5
- Elisabetta Rasy, Le regole del fuoco, BUR Rizzoli, Milano 2017, ISBN 978-88-17-09754-3
- (FR) Elisabetta Rasy L'amie des jours en feu, trad. dall'italiano di Nathalie Bauer, Éditions du Seuil, Paris DL 2018.